# Стрибки незрячих з парашутом в Україні

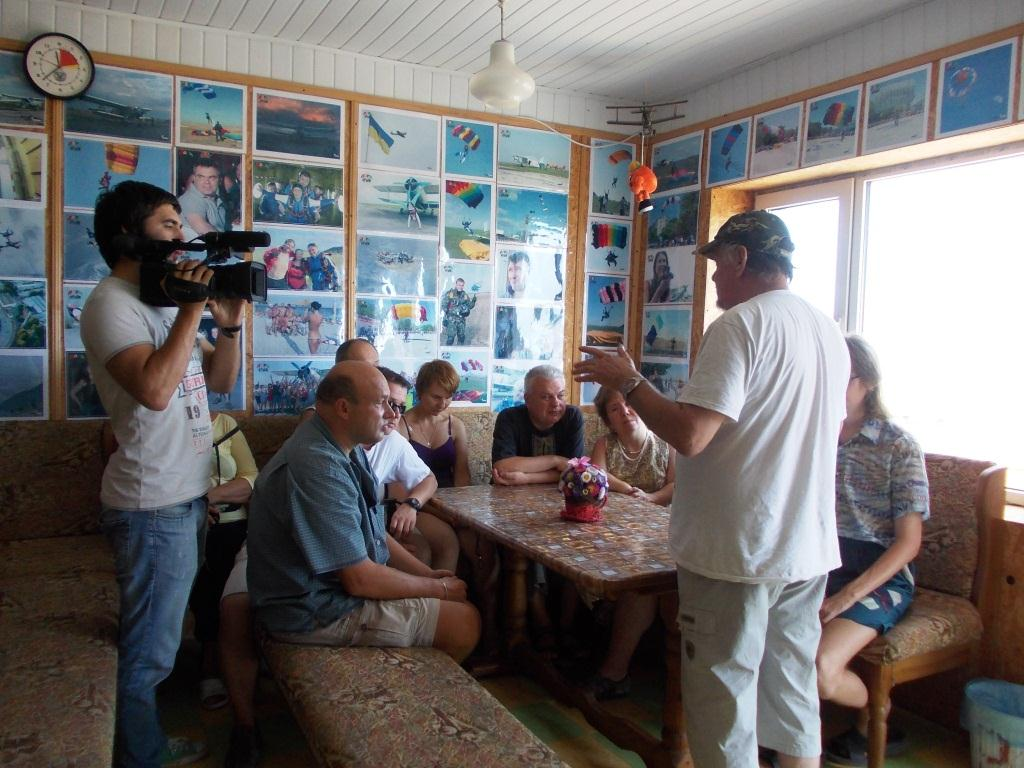
Навчання, теорія

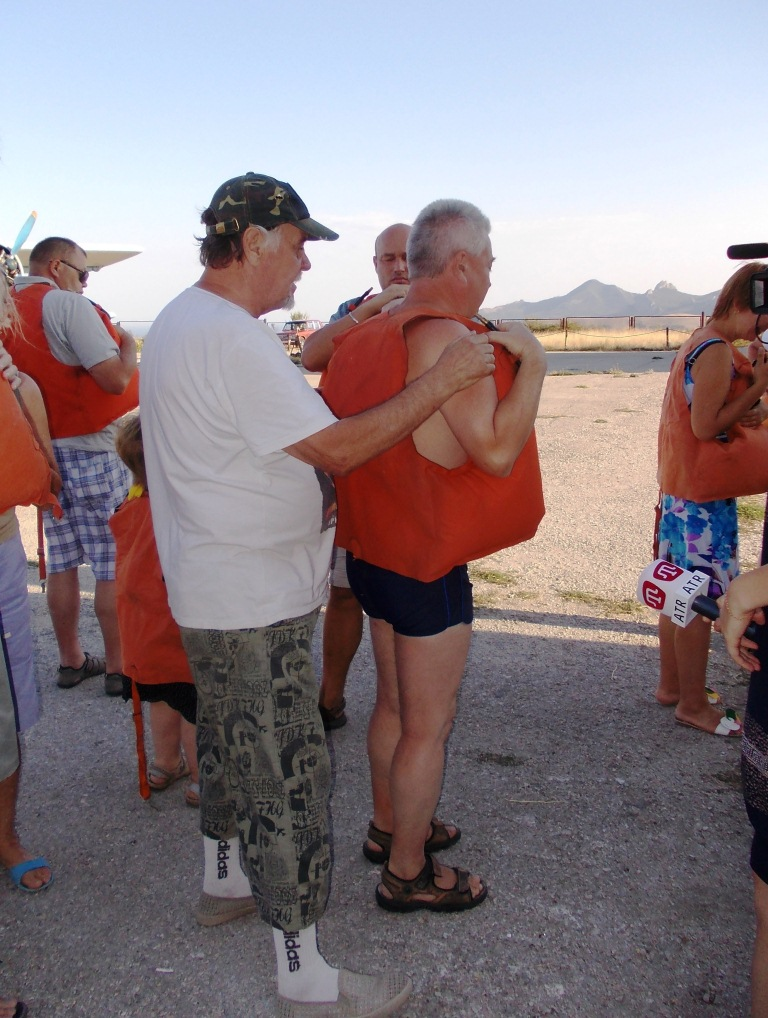
Підгонка парашутів

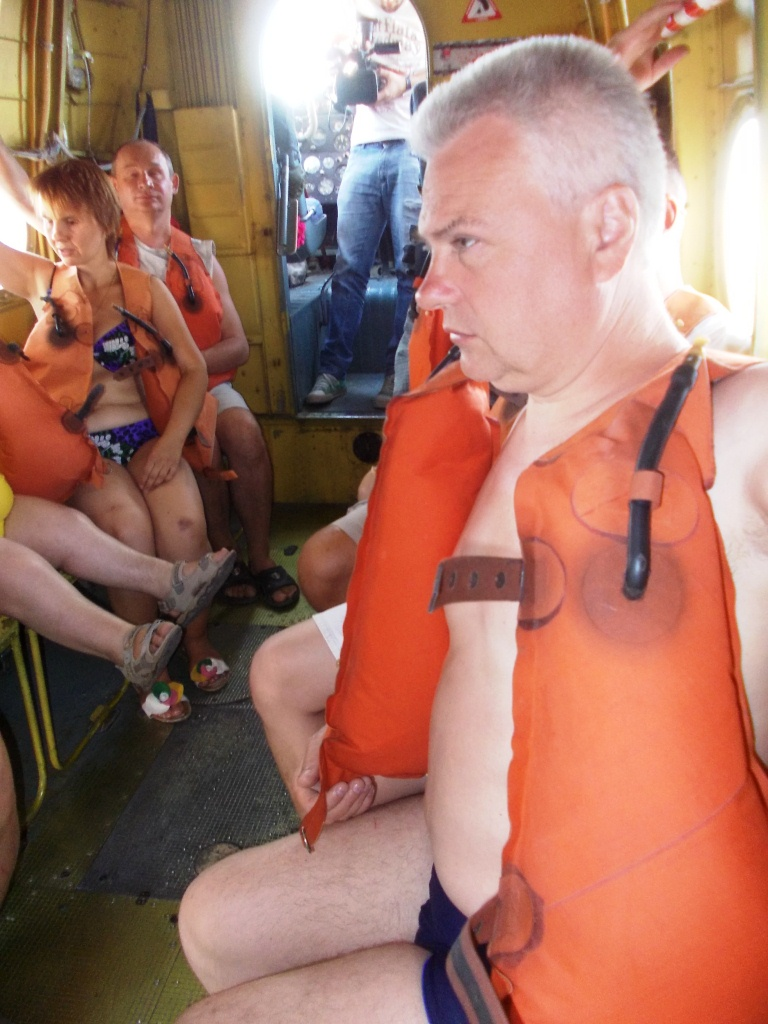
В літаку, тренування

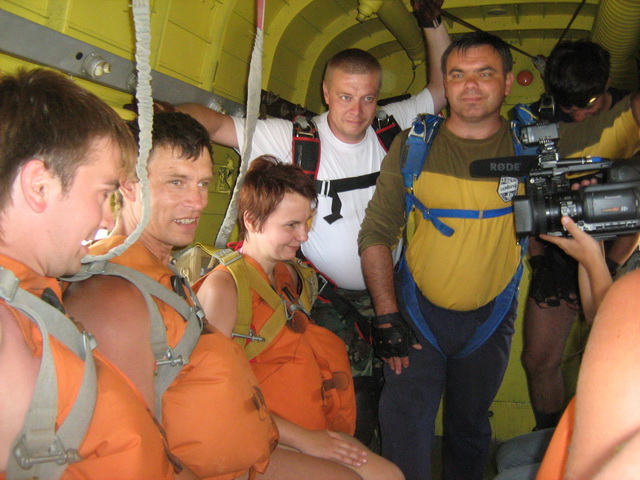
Перший в світі масовий стрибок незрячих з парашутом, 2009

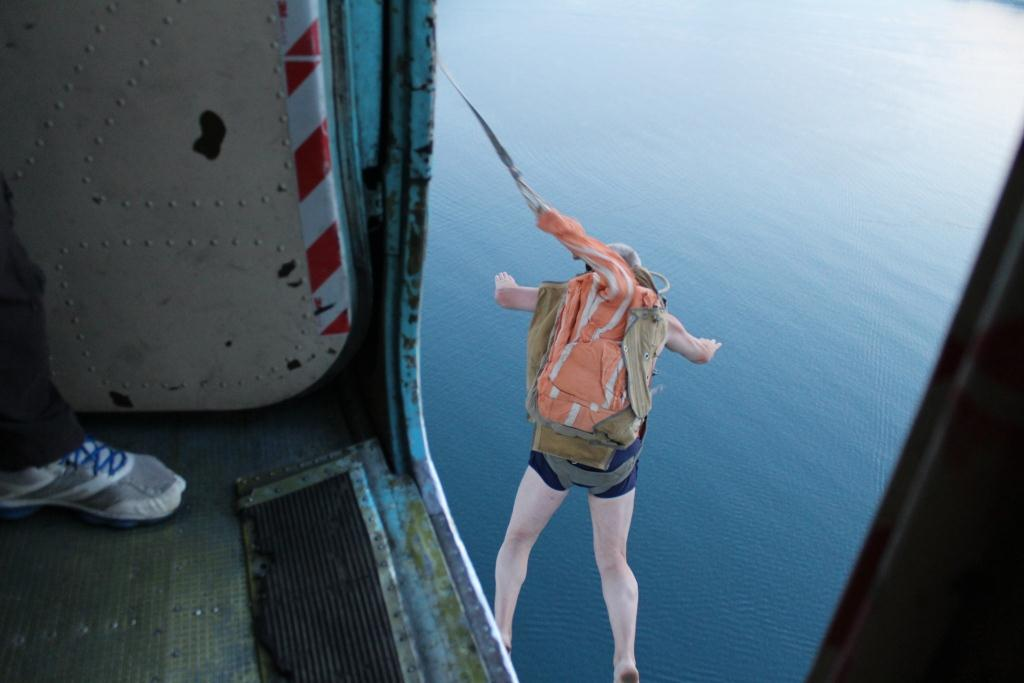
Стрибок

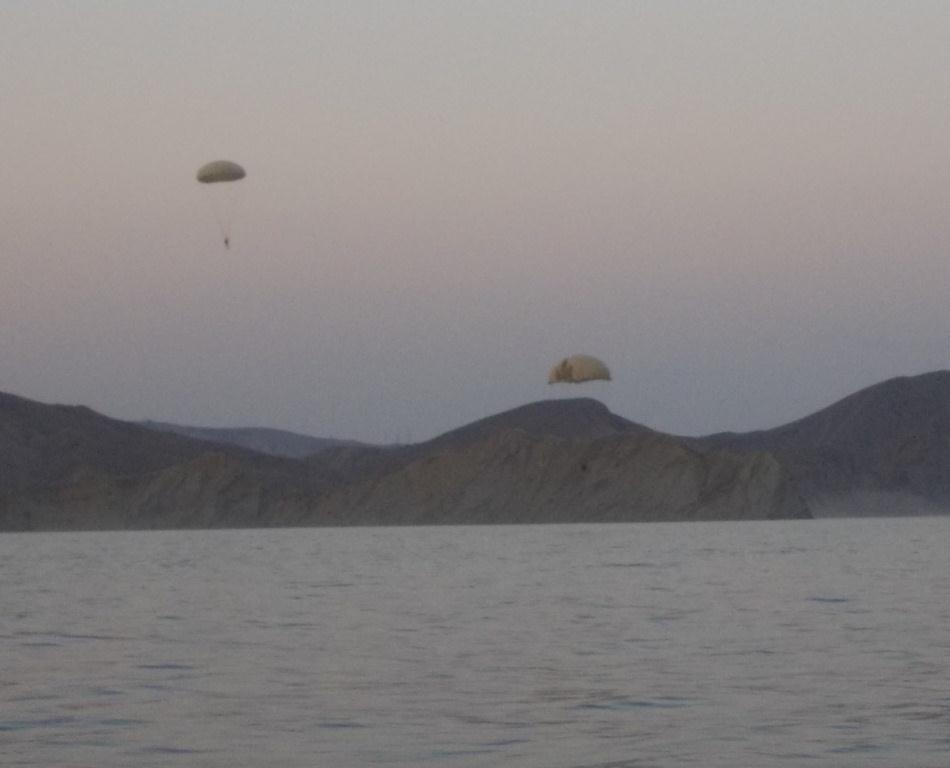
Парашути над морем

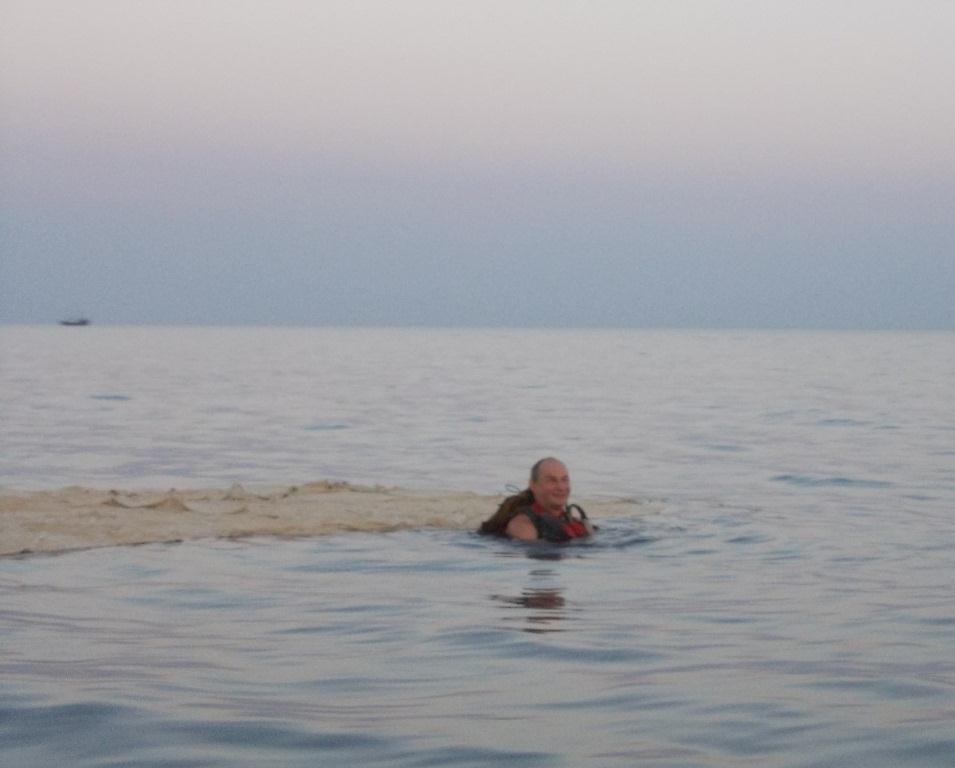
Приводнення

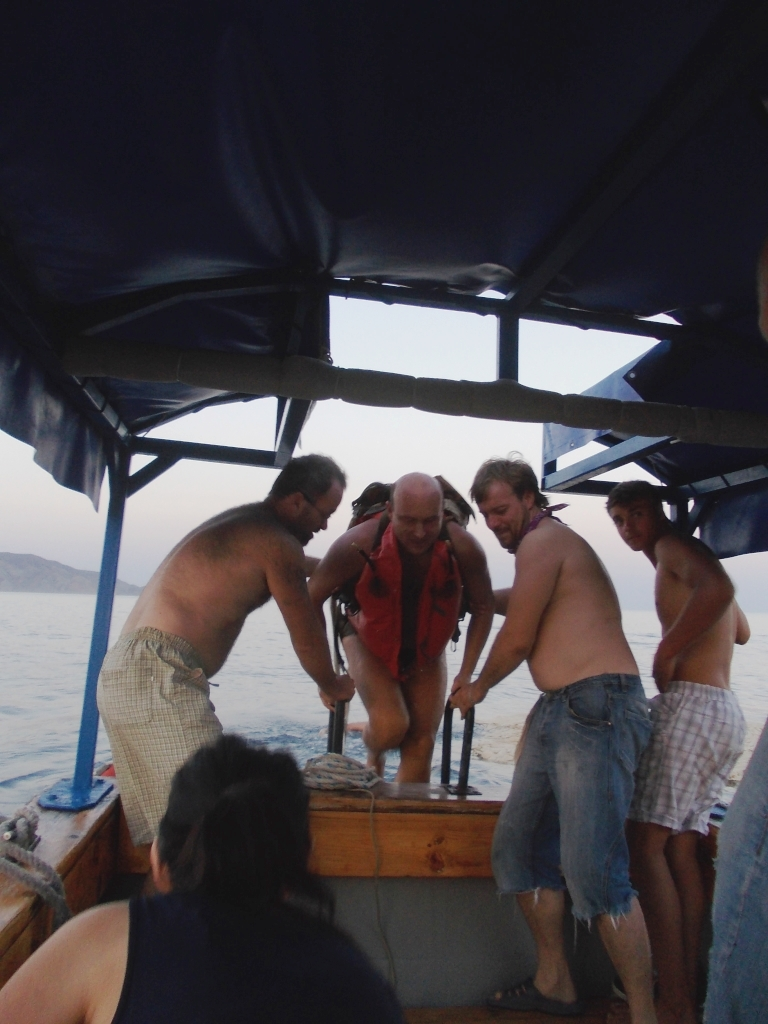
Парашутиста піднімають на катер

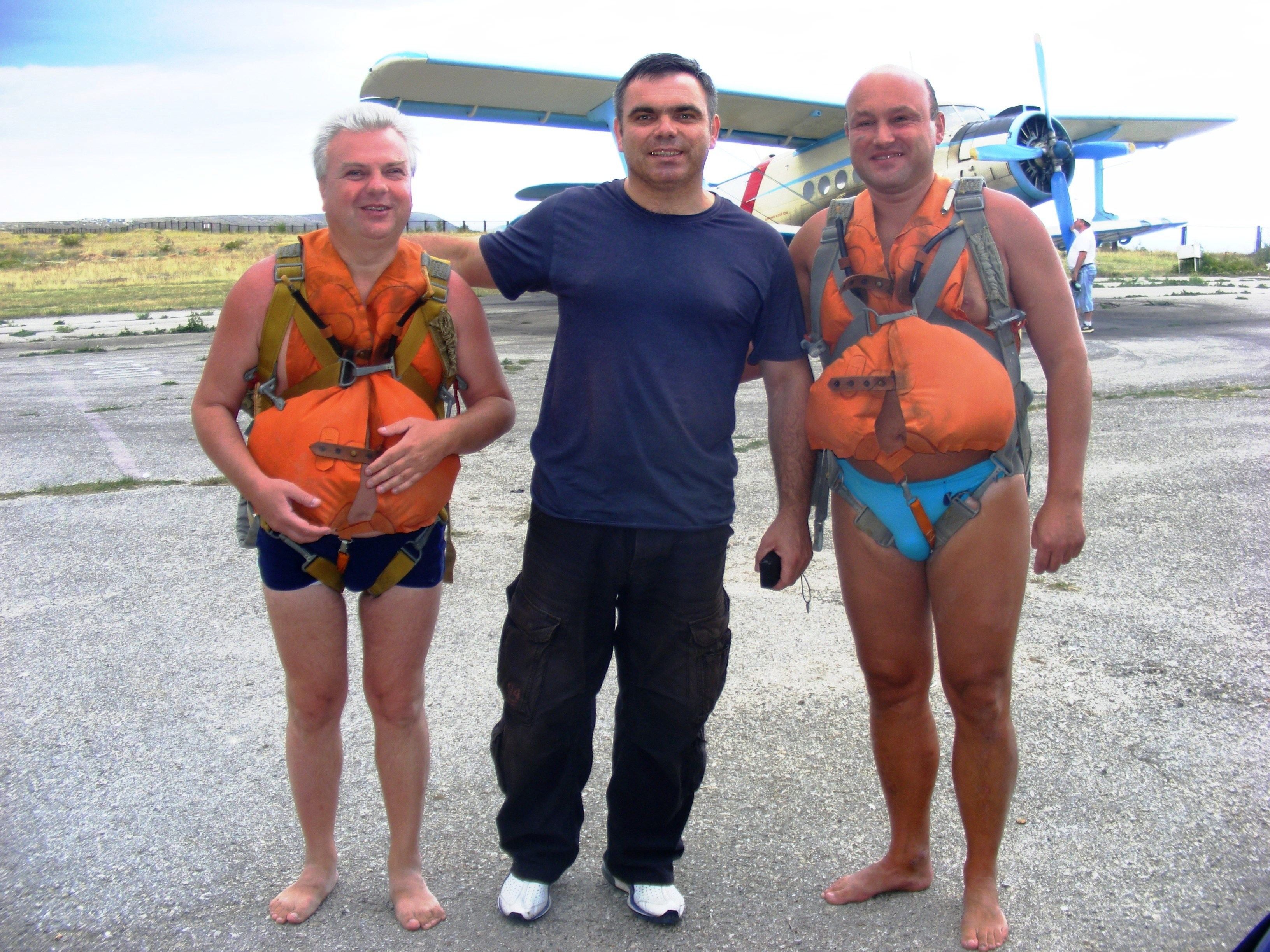
Другий стрибок незрячих з парашутом, рекорд на точність, 2011

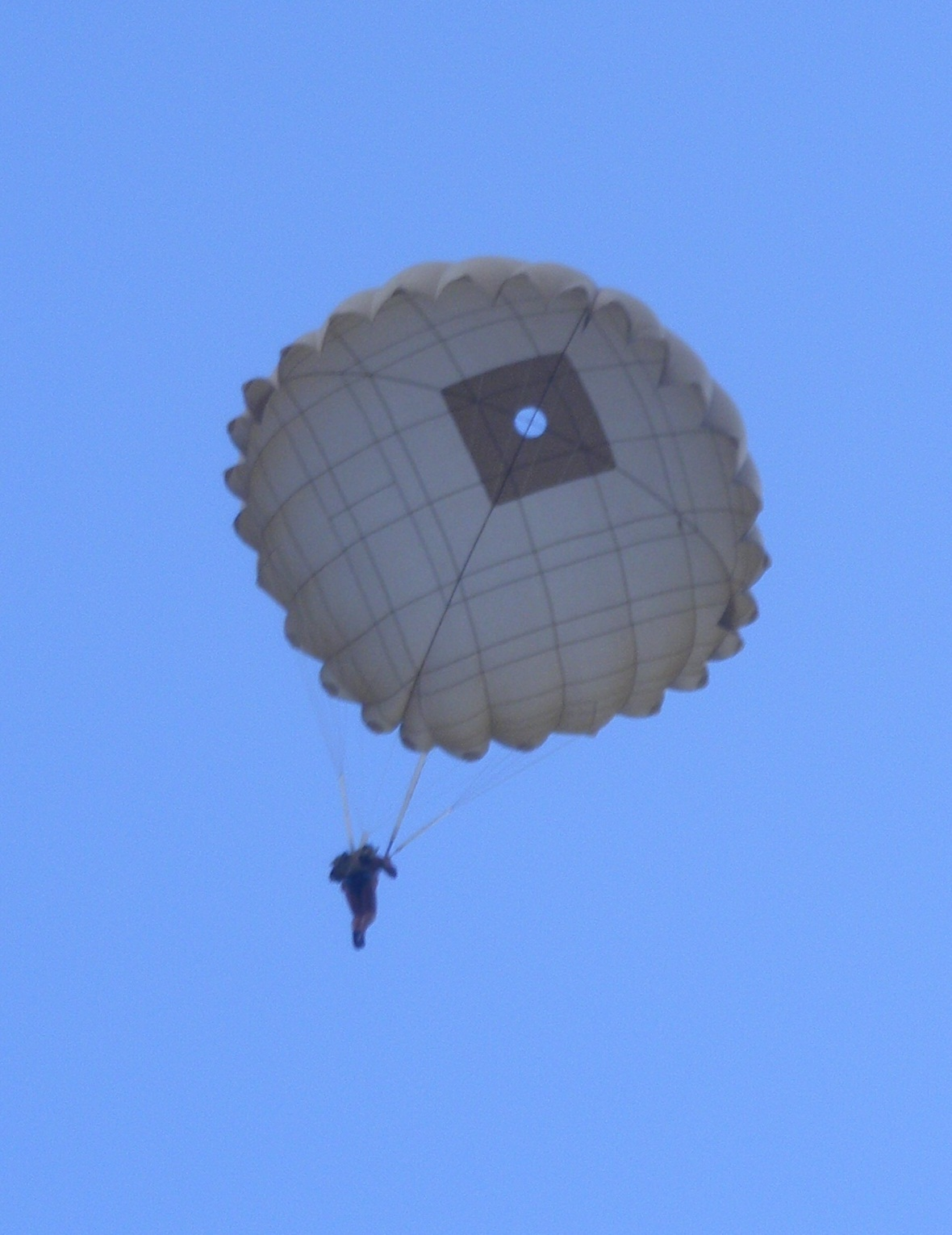
Незрячий парашутист, 2011

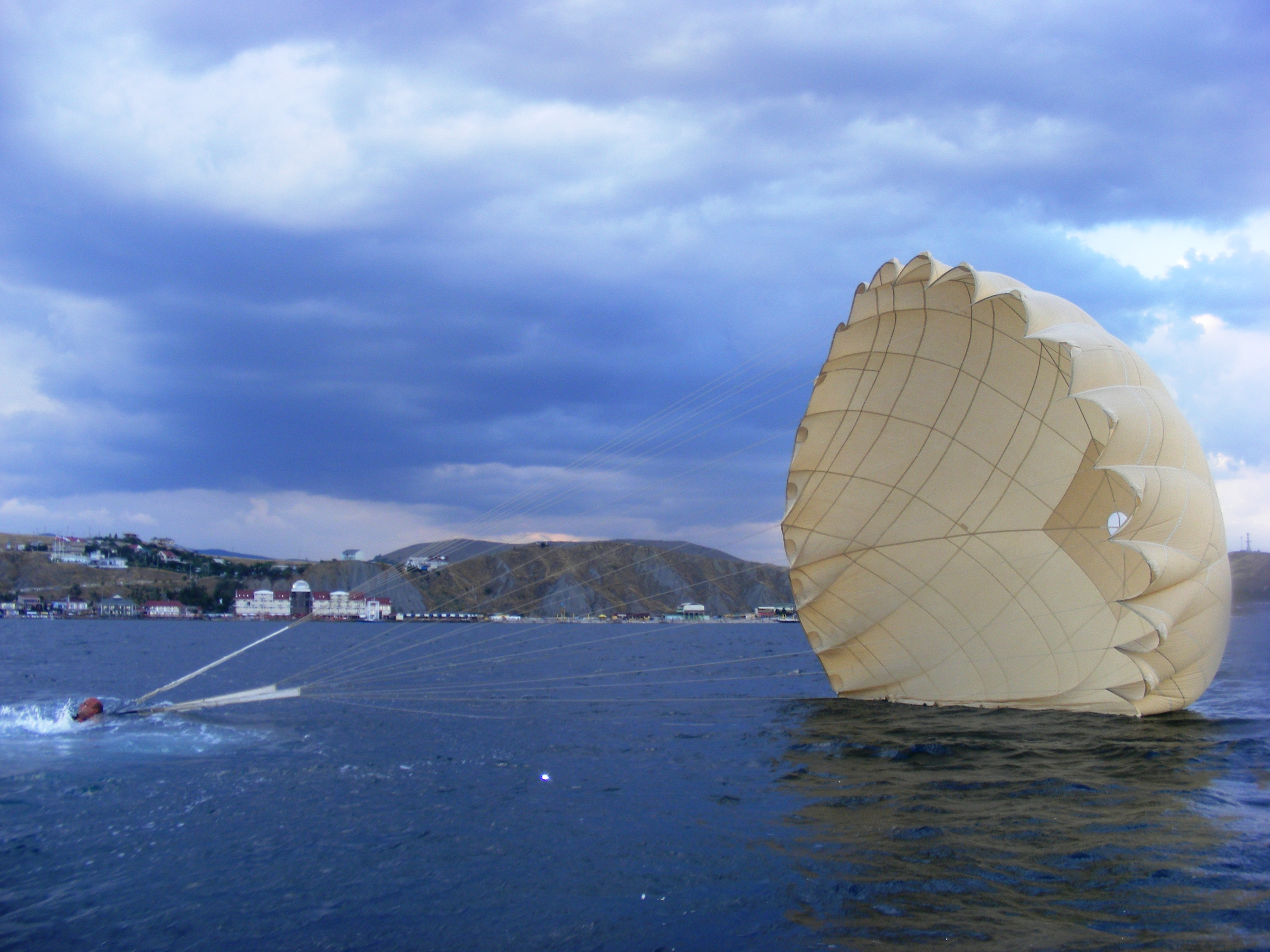
Приводнення, 2011

## Акція «Небо – для вільних»
24 серпня 2009 року  в АР Крим, поблизу міста Коктебель, Всеукраїнська громадська організація «Всеукраїнський парламент працездатних інвалідів» (до 17 жовтня 2014 року – ВГО «Всеукраїнська профспілка працездатних інвалідів» провела безпрецедентну акцію, що досі не має аналогів в світі, під назвою «Небо – для вільних». Мета акції: Привернути увагу широкої громадськості та ЗМІ до проблем, потреб та реальних можливостей інвалідів з вадами зору шляхом організації групового стрибка з парашутами на воду п’яти тотально-незрячих людей.
Завдання акції:
1. Провести серію попередніх тренувань для незрячих парашутистів,
2. провести груповий стрибок 5 незрячих парашутистів,
3. організувати широке висвітлення акції у ЗМІ.

### Ідея акції
Організатори та учасники акції переконані, що держава й суспільство мають перейти від політики та практики виключно задоволення потреб інвалідів до підвищення їхніх можливостей. Потреби у кожного різні, крім того, задовольнивши одні, з’являються інші. Таким чином, повністю задовольнити потреби неможливо в принципі, але постійно намагаючись зробити це, держава й суспільство привчають інвалідів до патерналізму, люди перестають вірити в себе і сподіватися на свої сили, стають залежними від когось, втрачають свободу.
Забезпечивши ж інвалідові по-справжньому рівні (а не якісь пільгові чи „тепличні”) права і можливості та розвиваючи його здібності, можливості вчитися, працювати та активно самореалізовуватися в суспільстві, держава отримає повноцінного громадянина, суспільство – корисного та цінного члена. Сам же інвалід, самостійно заробляючи собі на життя та самостійно обираючи його напрямки, перестає залежати від держави, суспільства, близьких та оточуючих, з тягаря стає рушійною силою, зі споживача - творцем! 
Розвиваючись, інвалід з „людини з обмеженими можливостями” стає вільною людиною!
Це мають зрозуміти і держава в особі можновладців, і суспільство, в особі кожного з наших співвітчизників, і самі інваліди. Саме для того, щоб донести вищенаведену ідею до усіх цих осіб, і проводилася акція „Небо – для вільних!”.

### Три світових рекорди
24 серпня 2009 року:
Вперше в історії України та в світовій історії, членами нашої організації, інвалідами 1 групи по зору (незрячими) було здійснено груповий стрибок з парашутами без інструктора, не в тандемі, на воду з висоти 350—400 м. Учасниками цієї акції були В. Б. Петровський (Київ) М. А. Мацько (Нововолинськ), В. А. Носков (Харків), Л. С. Кіраджиєв (Бахчисарай, АР Крим), А. Г. Полюхович (Сімферополь, АР Крим, єдина незряча жінка-парашутист). Рекорди, встановлені в 2009 році:
- перший в світі масовий стрибок незрячих з парашутом без інструктора (5 осіб),
- вперше в світі одночасно стрибнули 4 незрячих чоловіки,
- вперше в світі стрибнула 1 незряча жінка;
- вперше учасником був кримський татарин, інші учасники акції — українці;
- вперше в світі людина, здійснюючи свій перший стрибок, зробила його не на землю, як це завжди робиться, а на воду (всі, хто стрибають з парашутом, свій перший стрибок обов'язково роблять на землю, оскільки стрибок на воду є значно важчим і потребує додаткової спеціальної підготовки). Оцінка стрибка — «відмінно» в усіх учасників. Рекорди було зафіксовано Книгою рекордів України, відправлено пакет документів для його фіксації Книгою рекордів Гіннесса

24 серпня 2011 року:
Другий світовий рекорд незрячих парашутистів, приурочений до 20-ї річниці з Дня Незалежності України, передбачав стрибок незрячих парашутистів в воду самостійно, без інструктора, на точність приводнення. Захід проходив з 22 по 25 серпня 2011 року в Україні (АР Крим) і мав досить насичену культурну програму.
Отже, 24 серпня 2011 року, з нагоди 20-річчя Незалежності України, відбулася друга акція «Небо — для вільних», в ході якої незрячі парашутисти влаштували змагання в повітрі і здійснили в процесі змагання стрибок на точність. Двоє чоловіків, які брали участь у встановленні першого рекорду (незрячі Володимир Борисович Петровський, м. Київ та Микола Аполінарійович Мацько, м. Нововолинськ Волинської області) та одна жінка (з залишком зору), що стрибала вперше, стрибнули з парашутом у відкрите море з висоти 600 м на точність, максимально близько до об'ємного предмету, встановленого на воді, та заякореного у морське дно. Не дивлячись на вкрай несприятливу та нестійку погоду (сильний і поривчастий вітер, низьку хмарність, переддощову погоду та неспокійне море) троє парашутистів ГО ВГО ВППІ здійснили стрибок. Шквальний вітер, що потягнув парашут, коштував одному з парашутистів кількох дуже неприємних хвилин. Оцінка стрибка — «відмінно» в усіх учасників. Другий світовий рекорд, який, як і перший, був належним чином оформлений Книгою Рекордів України та заявлений до Книги Рекордів Гіннесса.
24 серпня 2013 року поблизу м. Коктебель (АР Крим) 8 незрячих (6 чоловіків та 2 жінки) самостійно, без інструктора, здійснили стрибок з парашутом у відкрите море. Цю акцію організувала і провела Всеукраїнська громадська організація «Всеукраїнська профспілка працездатних інвалідів», всі учасники акції є членами ГО ВГО ВППІ. Цей стрибок є подарунком членів ГО ВГО ВППІ державі в День її Незалежності.
24 серпня 2013 року:
Стрибком 24 серпня 2013 року поблизу м. Коктебель (АР Крим) було встановлено третій світовий рекорд, що перевершив досягнення 2009 року. Вперше в світі одночасно з парашутом у відкрите море стрибнули 8 незрячих (6 чоловіків та 2 жінки). Це — світовий і всеукраїнський рекорди. Цим стрибком перевершений рекорд 2009 року, коли з парашутом стрибнули п'ятеро незрячих українців. (4 чоловіки: Володимир Борисович Петровський, Київ; Микола Аполінарійович Мацько, м. Нововолинськ Волинської області; Володимир Анатолійович Носков, м. Харків, Лєнур Сельверович Кіраджиєв, Бахчисарайський р-н, АР Крим та 1 жінка, Полюхович Алла Григорівна, м. Сімферополь, АР Крим). Всі стрибки незрячі здійснювали без інструктора, самостійно, не в тандемі, з висоти 400 метрів.
В 2013 році восьмеро незрячих стрибнули з парашутом у відкрите море поблизу м. Коктебель (АР Крим), без інструктора, перевершивши досягнення 2009 року, коли парашутистів було п'ятеро. Участь в стрибку брали вісім осіб, з них 6 чоловіків (Володимир Борисович Петровський, м. Київ — третій стрибок; Микола Аполінарійович Мацько, м. Нововолинськ Волинської області — третій стрибок; Ігор Іванович Митрофанов, м. Харків — перший стрибок; Олександр Михайлович Пономарьов, м. Донецьк — перший стрибок; Горовий Геннадій Володимирович, м. Обухів Київської області — перший стрибок; Логвинюк Ігор Вікторович, м. Кременець Тернопільської області) та 2 жінки (Алла Григорівна Полюхович, м. Сімферополь, АР Крим– другий стрибок; Галина Олександрівна Пономарьова, м. Донецьк — перший стрибок). Оцінка стрибка — «відмінно» в усіх учасників.
Встановлені в 2013 році рекорди:
- Перевершений рекорд, встановлений в 2009 році — учасників не 5, а 8.
- Вперше в світі, як і в Україні, двоє незрячих людей, що не є професійними спортсменами (Володимир Борисович Петровський, м. Київ та Микола Аполінарійович Мацько, м. Нововолинськ Волинської області), 24.08.2013 виконали норматив 3-го розряду з парашутного спорту. Посвідчення парашутистів, які засвідчують цей факт, видані 24.08.2013 року спортивним клубом «Пара-Крим», за підписом директора клубу, Нєбрєєва Б. А.
- Вперше в світі одночасний стрибок з парашутом без інструктора здійснили 6 незрячих чоловіків: Володимир Борисович Петровський, м. Київ — третій стрибок; Микола Аполінарійович Мацько, м. Нововолинськ Волинської області — третій стрибок; Ігор Іванович Митрофанов, м. Харків — перший стрибок; Олександр Михайлович Пономарьов, м. Донецьк — перший стрибок; Горовий Геннадій Володимирович, м. Обухів Київської області — перший стрибок; Логвинюк Ігор Вікторович, м. Кременець Тернопільської області, перевершивши рекорд 2009 року, коли стрибали 4 чоловіки.
- Вперше в світі в стрибку незрячих з парашутом без інструктора брали участь 2 жінки: Алла Григорівна Полюхович, м. Сімферополь, АР Крим– другий стрибок; Галина Олександрівна Пономарьова, м. Донецьк — перший стрибок, що перевершило рекорд 2009 року, учасницею якого була 1 жінка.
- Вперше в світі незряча жінка стрибнула з парашутом без інструктора вдруге (Алла Григорівна Полюхович, м. Сімферополь, АР Крим)
- Вперше в світі в масовому стрибку незрячих з парашутом у відкрите море без інструктора стрибнула найменша незряча жінка-парашутист (Галина Олександрівна Пономарьова, м. Донецьк), зріст якої складає 120 см, вага — 42 кг.
- Вперше в світі в масовому стрибку незрячих з парашутом у відкрите море без інструктора брала участь сімейна пара незрячих: Олександр Михайлович Пономарьов та Галина Олександрівна Пономарьова, м. Донецьк.

Рекордсменами 1-го, 2-го та 3-го світових рекордів є громадяни України, країна, що є власником означених світових рекордів — Україна. Ідея, організація і проведення акцій, що привели до 3-х світових рекордів здійснена Всеукраїнською громадською організацією «Всеукраїнський парламент працездатних інвалідів» (до 17 жовтня 2014 року — ВГО «Всеукраїнська профспілка працездатних інвалідів»), головні організатори акції — голова ГО ВГО ВППІ, Петровський В. Б. та керівник освітньо-культурологічного департаменту ГО ВГО ВППІ, Петровська СЮ. Учасники 3-х світових рекордів — члени Всеукраїнської громадської організації «Всеукраїнський парламент працездатних інвалідів» (до 17 жовтня 2014 року — ВГО «Всеукраїнська профспілка працездатних інвалідів»). Акція здійснена за фінансової підтримки Кредитної спілки «Софія» Всеукраїнської громадської організації «Всеукраїнська профспілка працездатних інвалідів». Місце і дата проведення акції: 24 серпня 2013 року, м. Коктебель (АР Крим). Всі акції проведені на базі і за максимальної організаційної підтримки Спортивного клубу «Пара-Крим», директор Борис Альбертович Нєбрєєв.
Всі акції присвячені Дню Незалежності України і були проведені 24 серпня, відповідно 2009, 2011 та 2013 рр. Акції організовані і проведені з метою продемонструвати: особам з обмеженими фізичними можливостями, що, людина, якщо вона хоче, обов'язково досягне поставленої мети, омріяного результату, незважаючи на хворобу, яку можна і треба перемагати, здійснити власну реабілітацію та самореалізацію, в першу чергу — завдяки наявності в неї бажання, мужності і сили волі;
фізично здоровим людям, що, якщо інваліди можуть, долаючи хворобу і фізичні недуги, перемагати себе та досягати результатів світового рівня, то фізично здорові громадяни можуть і повинні віддавати суспільству весь свій розум, талант і здібності та розбудовувати власну Батьківщину, а не бути для неї тягарем чи пасивними споживачами, як це, на жаль, досить часто відбувається в суспільстві.
Акції проходили під гаслом «Небо — для вільних!».
Планування, розробку, організацію, проведення та результативність акцій здійснював Петровський В. Б.(голова ГО ВГО ВППІ), він же ніс відповідальність за їх результат. Організаційно-підготовчу роботу на всіх етапах, від планування до завершення акції, здійснювала керівник освітньо-культурологічного департаменту ГО ВГО ВППІ, С. Ю. Петровська. Якісний завершальний етап акцій (інструктаж, теоретична і практична підготовка парашутистів, повне технічне забезпечення стрибка з парашутом, кваліфікований супровід як безпосередньо перед стрибком, так і на його завершальному етапі, остаточний позитивний результат акцій) забезпечив директор СК «Пара-Крим», Б. А. Нєбрєєв.
Акції «Небо для вільних» сприяють підвищенню іміджу і ваги України у світовому співтоваристві, адже саме її громадяни з інвалідністю подарували своїй державі три світових рекорди, а також доводять, що можливості людини безмежні, формуючи позитивний імідж людини з інвалідністю в суспільстві.